# دنیل استیگر
دنیل استیگر (انگلیسی: Daniel Steiger؛ زادهٔ ۲۱ اوت ۱۹۶۶) دوچرخه‌سوار اهل سوئیس است.